# Königsbronn
Königsbronn é um município da Alemanha, no distrito de Heidenheim, na região administrativa de Estugarda, estado de Baden-Württemberg.
As aldeias de Ochsenberg, Itzelberg e Zang pertencem ao município de Königsbronn.